# Shura 2
Shura 2 — второй студийный альбом российского певца Шуры, выпущенный в 1998 году на лейбле «Студия Союз».

## Об альбоме
Павел Есенин вновь написал всю музыку для альбома, а также стал его продюсером. Также в команду авторов добавился Эрик Чантурия, написавший тексты для таких песен как «Не верь слезам» и «День за окном». На пластинке представлены как новые песни, так и ремиксы на песни из прошлого альбома («Нам хорошо» и «Отшумели летние дожди»). Также представлена инструментальная композиция «Хороводная».
В песнях «Не верь слезам» и «Мотивчик» за основу музыки были взяты мультисемпл Organ 2 синтезатора Korg M1 и драм-луп из трека «Phoenix» группы Daft Punk 1997 года.
В 1998 году альбом, согласно «Российскому музыкальному ежегоднику», занял девятое место по продажам на компакт-дисках и восьмое на компакт-кассетах среди отечественных пластинок в России
В декабре 2022 года альбом был переиздан на лейбле ZBS Records, на цветном лимитированном виниле.

## Отзывы и признание
| Оценки критиков | Оценки критиков |
| Источник        | Оценка          |
| --------------- | --------------- |
| Живой звук      | [ 4 ]           |

Максим Семеляк из газеты «Живой звук» заявил, что образно и музыкально Шура — это «странный мутант с небывалой внешностью, тем ещё голосом да эстрадными данными, смягчёнными ни к чему не обязывающим хаусом». Это «не самые удачные и занимательные составляющие», однако, по его мнению, всё вместе это каким-то непостижимым образом одинаково работает как в хитовой «Не верь слезам», так и в драм-н-бейсе под названием «Вечность».
В «Комсомольской правде» при составлении лучших песен Шуры упомянули песни с альбома: «Три пути» с философским текстом, который можно соотнести с творческой дорогой исполнителя, и «Ты не верь слезам», одну из наиболее узнаваемых песен Шуры с первых нот.
Песня «Не верь слезам» принесла Шуре не только любовь слушателей, но и немало наград, включая «Золотой граммофон», «Песню года», «Стопудовый хит». Музыкальный журналист Александр Горбачёв в своей книге «Не надо стесняться. История постсоветской поп-музыки в 169 песнях» пишет, что песня появилась в конце 1990-х, когда «надежды на либеральное будущее уже как будто не осталось, а надежда на авторитарное прошлое ещё не предъявлена и не сформулирована, и как раз в эту прореху проникают последние реликты освободительного культурного проекта», включая «Не верь слезам». Успех песни он связывает не только с внешним видом певца, но и «с тонко сделанным звуком, сочетающим подрезанную у Nightcrawlers клубную энергетику с чисто российской лирикой, и, конечно, сам месседж. „Чашу полную жизнь отмерила“, „Ты не верь слезам, все вернется“ — стране, которая восстанавливалась после кризиса, нужно было утешение, и Шура давал его, возвращая веру в завтрашний день».

## Список композиций
| №   | Название                         | Длительность |
| --- | -------------------------------- | ------------ |
| 1.  | «Не верь слезам»                 | 3:13         |
| 2.  | «День за окном»                  | 3:57         |
| 3.  | «Отшумели летние дожди»          | 4:13         |
| 4.  | «Вечность»                       | 4:19         |
| 5.  | «Мы разные»                      | 4:07         |
| 6.  | «Три пути»                       | 3:57         |
| 7.  | «Хороводная»                     | 3:27         |
| 8.  | «Мотивчик»                       | 3:58         |
| 9.  | «Нам хорошо» (Ремикс)            | 3:19         |
| 10. | «Отшумели летние дожди» (Ремикс) | 3:37         |

## Участники записи
- Шура (Александр Медведев) — вокал, слова (3, 8, 9, 10)
- Павел Есенин — музыка, аранжировка, запись, сведение, бэк-вокал
- Эрик Чантурия — слова (1, 2, 4, 5, 6)
- Снеголь Тишинскас — администратор
- Надежда Исаева — менеджер проекта
- Влад Локтев — фотограф
- Алишер — стиль, дизайн
- Наталья Рязанцева (ОМ) — дизайн
- Михаил Ромашов — макияж

Сведения взяты из аннотации к альбому.

## Видеоклипы
- Отшумели летние дожди (режиссёр — Даниил Мишин, оператор — Владимир Брыляков, стилист — Алишер)[8]